# Georges Jacobs de Hagen
 (mars 2021).
Si vous disposez d'ouvrages ou d'articles de référence ou si vous connaissez des sites web de qualité traitant du thème abordé ici, merci de compléter l'article en donnant les références utiles à sa vérifiabilité et en les liant à la section « Notes et références ».
Georges Christian Henri Xavier Marie Ghislain, comte Jacobs de Hagen, généralement nommé Georges Jacobs de Hagen, né le 4 septembre 1940 à Bruxelles, est un administrateur de sociétés belge. 
En 2007, il reçoit l'autorisation, par arrêté royal, de substituer, pour lui et ses descendants,  à son nom "Jacobs" celui de "Jacobs de Hagen". 
Il est docteur en droit (1962) et licencié en sciences économiques (1964) de l'université catholique de Louvain. Il obtient également un master of Arts in economics à l'université de Californie (Berkeley, États-Unis, 1965).
Il est capitaine de frégate de réserve.

## Mandats
- président du conseil d'administration de Delhaize
- président honoraire du comité exécutif et administratif de l'UCB
- vice-président de l'UNICE (anciennement Union des confédérations de l'industrie et des employeurs d'Europe)
- président honoraire de l'UNICE (renommé BusinessEurope)
- président honoraire et membre du comité de direction de la Fédération des entreprises de Belgique (FEB)
- président honoraire de la Fédération des industries chimiques de Belgique (FICB)
- administrateur et membre du comité exécutif de la Fondation Roi Baudouin
- administrateur de Belgacom
- administrateur honoraire de Bekaert
- administrateur de la Fondation de l'Entreprise
- président honoraire du Quartier des Arts
- président de Aider Autrui
- Commissaire général d'Europalia-Brésil

## Distinctions
- grand officier de l'ordre de Léopold II
- commandeur de l'ordre de Léopold
- officier de l'ordre de la Couronne
- grand officier de l'ordre du Soleil Levant
- commandeur de l'ordre du Saint-Sépulcre
- commandeur de l'ordre d'Isabelle la Catholique
- Officier de la Légion d'honneur[Quand ?]
- Déjà écuyer[2], il est promu au titre de baron pour lui et ses descendants en 1997 et, ensuite, au titre de comte pour lui et ses descendants en 2009 par le roi Albert II de Belgique. La devise de la famille est Probitate et Sapientia Vince [1].